# Mai 1778

## Événements
- 18 mai : la Chambre des communes adopte le Catholics relief act (Papists Act) au Royaume-Uni. Il prend force de loi le 25 mai[1]. Il provoque des mouvements d’hostilités aux cris de « No popery » (1779).
  - Entre 1778 et 1783, Londres prend des mesures conciliatrices en Irlande : les catholiques retrouvent le droit de posséder des terres, les mesures frappant le clergé sont abrogés, la liberté de commerce accordée et la loi Poynings abolie, ce qui rend au Parlement de Dublin sa pleine compétence législative.

- 20 mai : bataille de Barren Hill.

- 27 mai : treize familles sous le commandement du colonel George Rogers Clark établissent une colonie vers Louisville (Kentucky)[2].

## Décès
- 20 mai : Charles de Géer, biologiste et homme politique suédois.
- 27 mai : Christian Tobias Damm, théologien protestant et philologue helléniste.
- 30 mai : Voltaire (François-Marie Arouet) écrivain, philosophe, poète et historien français.